# 兀鹰军团坦克章

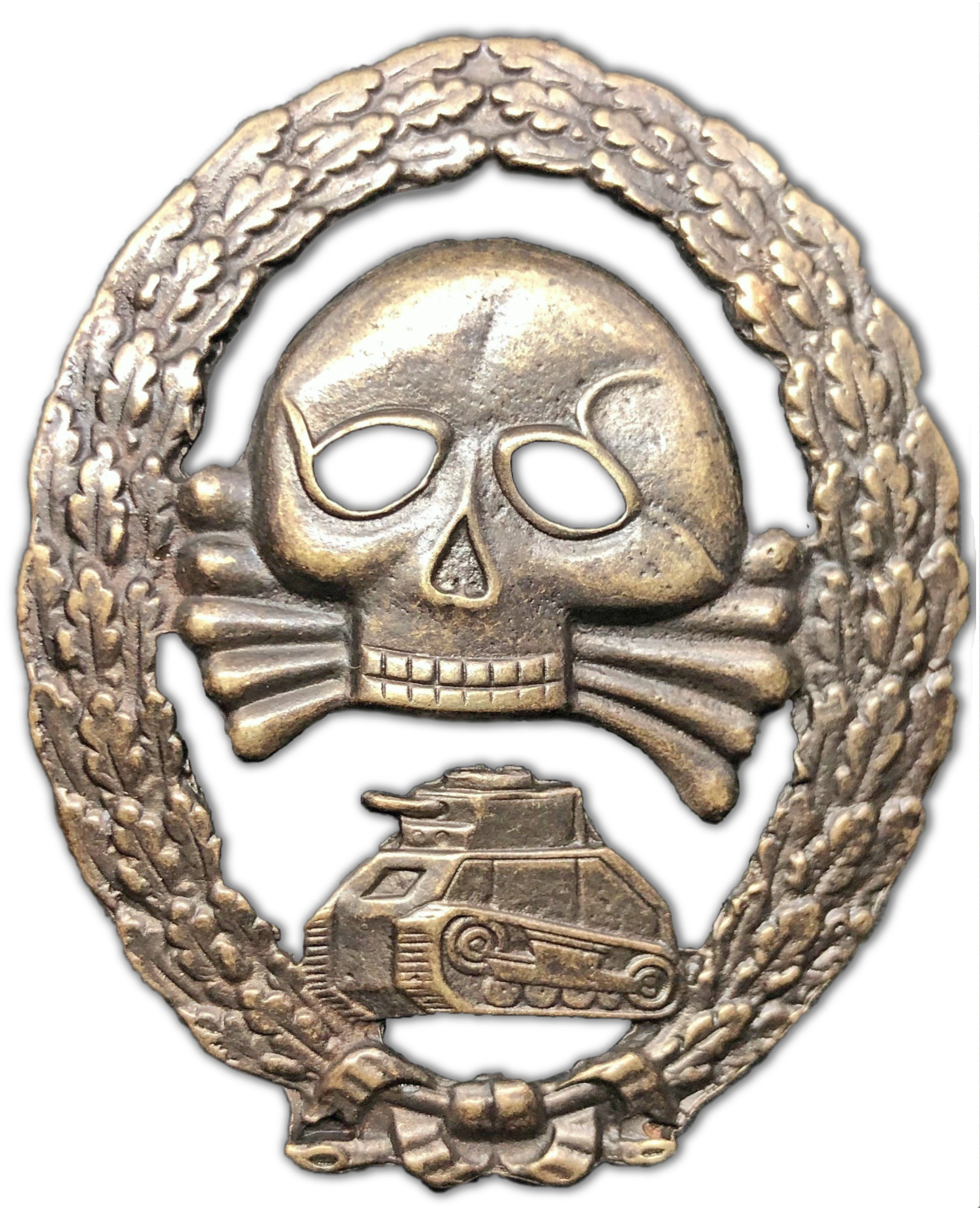
兀鹰军团坦克章

兀鹰军团坦克章（德語：Panzertruppenabzeichen der Legion Condor）是一项德国军事奖项，這一獎項主要颁发给曾在西班牙内战期间服役于德国秃鹰军团的坦克车组人员。威廉·冯·托马上校于1936年9月创作了坦克章，1939年7月10日，德国政府正式承认坦克章为官方奖项。获颁条件是在西班牙战场服役至少3个月。1939年秋，坦克章停止颁发，最终有415人获颁坦克章。